# Stefaniola arbuscula
Stefaniola arbuscula är en tvåvingeart som beskrevs av Möhn 1971. Stefaniola arbuscula ingår i släktet Stefaniola och familjen gallmyggor. Inga underarter finns listade i Catalogue of Life.